# Trichilia pungens
Trichilia pungens là một loài thực vật thuộc họ Meliaceae. Đây là loài đặc hữu của Cuba.